# Вергунівська загальноосвітня школа
Вергуні́вська загальноосвітня школа І-ІІІ ступенів — загальноосвітній заклад, що розташований у селі Вергуни Черкаського району Черкаської області.

## Історія
Перша школа у селі була заснована ще у 1890-их роках і мала статус церковно-парафіяльної. На той час вона мала всього 2 кімнати. 1906 року була створена двокласна міністерська школа, а через 2 роки почалось будівництво нового приміщення. 1912 року школа переїхала до нової будівлі і у ній тоді навчалось 50 учнів. На початку 1940-их років у школі навчалось 350 учнів і працювало 12 учителів, вона мала власне підсобне господарство. Через брак приміщення навчання проводилось у 2 зміни. Під час війни школа була знищена, але після її закінчення навчальний заклад був відбудований і вже 1946 року у ній навчалось 219 учнів. 1952 року семирічна школа було перетворена у восьмирічну, сюди починають ходити учні з навколишніх сіл. 1955 року відбувся перший випуск 10 класу. 1962 року було добудовано новий корпус, а 1989 року взагалі зведене нове сучасне приміщення на 489 місць.

## Структура
Школа має по одному класі на паралелі, старші класи мають екологічний профіль навчання.
Педагогічний колектив складає 20 педагогів, з яких 8 учителів І категорії та 3 педагоги ІІ категорії.